# Zeiraphera griseana
Zeiraphera griseana — вид лускокрилих комах родини листовійки (Tortricidae). 

## Поширення
Вид поширений у Європі, Китаї (Хебей, Внутрішня Монголія,
Цзілінь, Шеньсі, Ганьсу, Сіньцзян), Кореї, Японії, Росії, Північній Америці.

## Опис
Розмах крил 16-22 мм. Дорослі літають у липні, в залежності від місця поширення. Личинки
живляться хвоєю модрини (Larix) ( Larix gmelinii та Larix decidua), рідше інших хвойних (Picea asperata, Abies fabri, Pinus sylvestris та Pinus cembra) .